# Biserica de lemn din Rugetu-Florești

Biserica de lemn din Rugetu-Floreşti, foto: 2009

Masa altarului. Foto: 2009

Biserica de lemn din Rugetu-Florești